# 長崎県道45号東長崎長与線
長崎県道45号東長崎長与線（ながさきけんどう45ごう ひがしながさきながよせん）は、長崎県長崎市から西彼杵郡長与町に至る県道（主要地方道）である。

## 概要
長崎市平間町から西彼杵郡長与町斉藤郷に至る。
東長崎地区に住む住民で浦上方面や長与方面に行く際の近道として利用されており、通勤時は交通量が多い。ごく一部の区間を除き全線2車線である。途中、長崎バイパスの間ノ瀬ICに差し掛かる。

### 路線データ
- 起点：長崎県長崎市平間町（滝の観音入口交差点、国道34号交点）
- 終点：長崎県西彼杵郡長与町斉藤郷（三彩橋交差点、国道207号交点）
- 総延長：13.6 km

## 歴史
- 1993年（平成5年）5月11日 - 建設省から、県道東長崎長与線が東長崎長与線として主要地方道に指定される[1]。

## 路線状況

### 重複区間
- 長崎県道33号長崎多良見線（西彼杵郡長与町三根郷 - 西彼杵郡長与町吉無田郷）

### 道路施設

#### 橋梁
- 滝の下橋（間の瀬川、長崎市）
- 滝の瀬橋（間の瀬川、長崎市）
- 障子山橋（長崎市）
- 畦別当橋（長崎市）
- 二号橋（長崎市）
- 3号橋（長崎市）
- 十五号橋（長崎市）
- 三ツ山橋（長崎市）
- 長与中央橋（高田川、西彼杵郡長与町）

## 地理

### 通過する自治体
- 長崎市
- 西彼杵郡長与町

### 交差する道路
| 交差する道路                          | 市町村名 | 市町村名 | 交差する場所 | 交差する場所              |
| ------------------------------------- | -------- | -------- | ------------ | ------------------------- |
| 国道34号 国道57号 重複                | 長崎市   | 長崎市   | 平間町       | 滝の観音入口交差点 / 起点 |
| E96 長崎バイパス                      | 長崎市   | 長崎市   | 平間町       | 11-2 間ノ瀬IC             |
| 長崎県道33号長崎多良見線 重複区間起点 | 西彼杵郡 | 長与町   | 三根郷       |                           |
| 長崎県道113号長与大橋町線             | 西彼杵郡 | 長与町   | 吉無田郷     |                           |
| 長崎県道33号長崎多良見線 重複区間終点 | 西彼杵郡 | 長与町   | 吉無田郷     |                           |
| 国道207号                             | 西彼杵郡 | 長与町   | 斉藤郷       | 三彩橋交差点 / 終点       |

### 交差する鉄道
- 西九州新幹線
- 長崎本線（新線）
- 長崎本線（旧線）

### 沿線
- 長崎純心大学
- JR九州長崎本線（旧線） 長与駅
- 長与町役場